# Stratvm Terror
Stratvm Terror ist eine 1993 gegründete Band deren Musik dem Post-Industrial-Substil Death Industrial sowie dem Noise zugerechnet wird.

## Geschichte
Stratvm Terror wurde als Raison-d’être-Nebenprojekt von Peter Andersson mit Tobias Larsson von Ocean Chief initiiert. Dieses Projekt trat erstmals 1993 in Erscheinung und veröffentlichte eine Vielzahl an Einzelstücken die regelmäßig in unterschiedlichen Varianten kompiliert wurden. Das Projekt wurde 2012 offiziell eingestellt. In der Zwischenzeit kooperierte Stratvm Terror mit Unternehmen wie Old Europa Café, Slaughter Productions und Malignant Records und erlangte dabei, gemäß Anderssons Selbstdarstellung, beinah eine ebenso hohe Popularität wie sein Hauptprojekt Raison d’être. An anderer Stelle wurde das Projekt als eines kritisiert, „das sich nie wirklich auf besonders hohem Niveau geäußert“ habe und lediglich „eine kurze und zweifellos ‘unbedeutende’ Geschichte“ vorweise.

## Stil
Die von Stratvm Terror gespielte Musik aus „harten elektronischen Borduns“ wird dem Noise zugerechnet. Die Anfänge des Projektes lagen indes im Death Industrial. Im Death Industrial variierten Andersson und Larsson kalte Industrial-Texturen und Fragmente eines atmosphärischen Dark Ambient mit Teils brachialen Passagen.

## Diskografie
- 1994: Germinal Chamber (Demo, Old Europa Café)
- 1994: The Slaying of the Infants (EP, B.o.C.a. Tapes)
- 1995: Pariah Demise (Album, Old Europa Café)
- 1996: The Only True Septic Whore (Album, Slaughter Productions)
- 1998: Pain Implantations (Album, Malignant Records)
- 1999: The Only True Septic Whore (Redux) (Remix-Album, Slaughter Productions)
- 2000: Genetic Implosion (Album, Old Europa Café)
- 2005: Fixation (Albun, Old Europa Café)
- 2008: This is My Own Hell (Album, Reverse Alignment/Existence Establishment)
- 2012: Aged Fractures and Dead Ends (Kompilation, Old Europa Cafe)
- 2013: M/S Stubnitz Live Rehearsal 1998 (Album, Yantra Atmospheres)